# 低山早熟禾
低山早熟禾（学名：Poa stepposa）为禾本科早熟禾属下的一个种。